# Victor Babeș
Victor Babeș   (Viena, 28 de juliol de 1854 - Bucarest, 19 d'octubre de 1926) va ser un metge, bacteriòleg, acadèmic i professor romanès. Un dels fundadors de la microbiologia moderna, Babeș és autor d'un dels primers tractats de bacteriologia del món: els bacteris i el seu paper en l'anatomia patològica i la histologia de les malalties infeccioses, escrit en col·laboració amb el científic francès Victor André Cornil el 1885 El 1888, Babeș fonamenta el principi d'immunitat passiva, i uns anys més tard enuncia el principi d'antibiosi. Va fer contribucions primerenques i significatives a l'estudi de la ràbia, la lepra, la diftèria, la tuberculosi i altres malalties infeccioses. També va descobrir més de 50 gèrmens desconeguts i va preveure nous mètodes per tenyir bacteris i fongs. Victor Babeș va introduir la vacunació contra la ràbia i va fundar la seroteràpia a Romania.

## Biografia
Victor Babeș era fill de Vincențiu Babeș i Sophia Goldschneider. El seu pare era un magistrat, professor, periodista i polític romanès de la regió del Banat d'Hongria, membre fundador de la Societat Acadèmica Romanesa (22 d'abril de 1866) i president de la Secció d'Història de l'Acadèmia Romanesa (1898–1899). Una de les personalitats que s'han distingit en la lluita pels drets dels romanesos a Transsilvània, Vincențiu Babeș va ser repetidament diputat al Premi de Viena i president del Partit Nacional Romanès. Víctor tenia una germana, Alma, i un germà, Aurel. El germà petit de Victor Babeș, Aurel, era químic i treballava amb Victor a l'Institut de Bucarest. El fill d'Aurel, Aurel A. Babeș, també era metge, i va descobrir una prova de cribratge del càncer de coll uterí.
Victor Babeș estava casat amb Iosefina Thorma, amb qui va tenir un fill, Mircea.

## Estudis
En la infància, Victor Babeș sempre es va sentir atret per la poesia, la música i sobretot la literatura, així com per l'esport de performance, les ciències naturals i la dramatúrgia. Va començar els estudis d'art dramàtic a Budapest. La mort de la seva germana, Alma, causada per la tuberculosi, el va portar a una edat jove a abandonar els estudis iniciats i a matricular-se en medicina. Va assistir a la Facultat de Medicina de Budapest i Viena. Víctor es va doctorar en medicina a Viena el 1878. El 1881 va rebre una beca i va anar a París i Berlín, on va treballar amb els principals professors de l'època: Cornil, Louis Pasteur, Rudolf Virchow, Robert Koch i altres. Va continuar estudiant amb grans professors de Múnic, Heidelberg i Estrasburg fins al 1886.

## Activitat científica

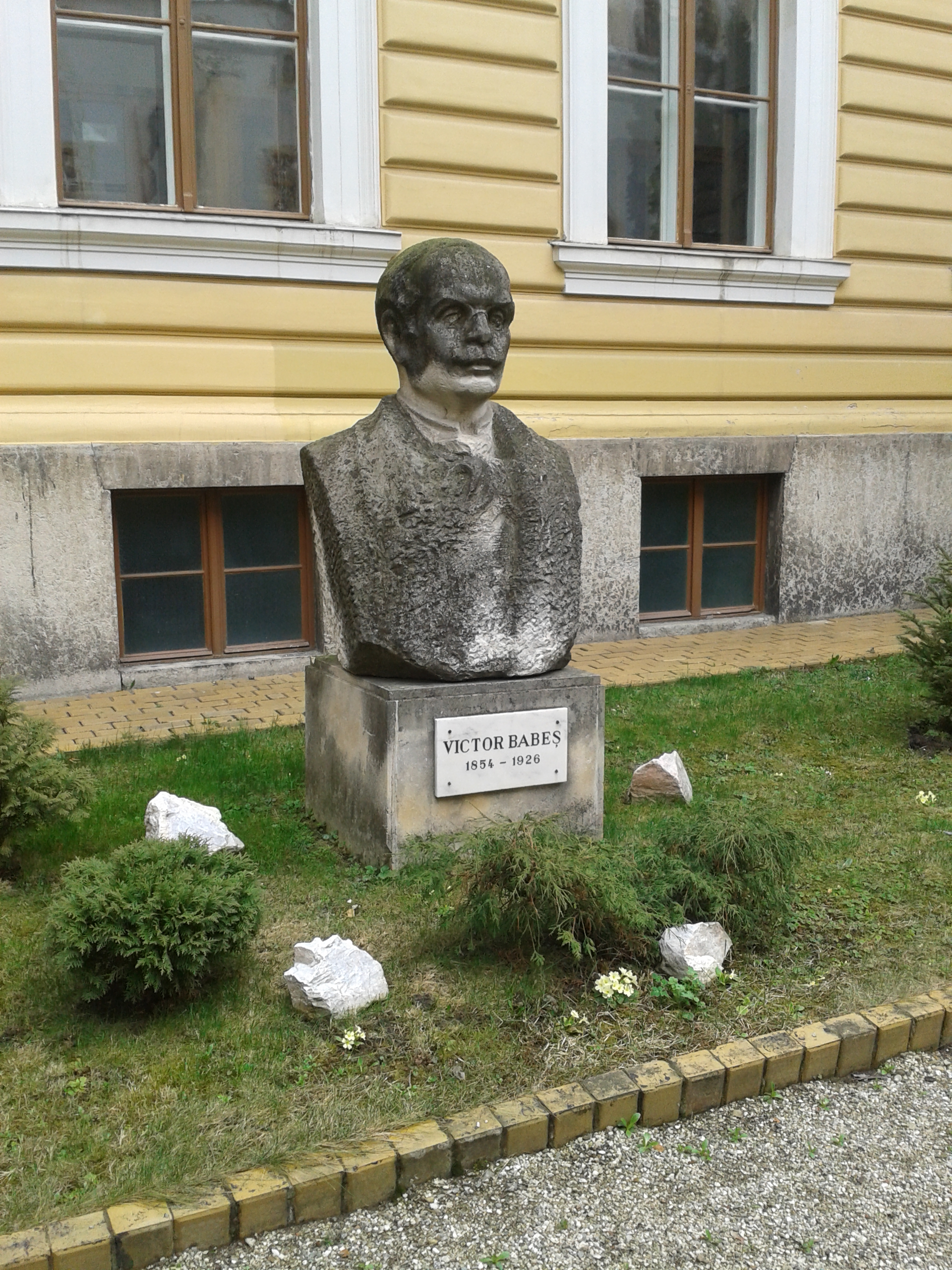
Estàtua de Victor Babeș davant de la Universitat Babeș-Bolyai de Cluj-Napoca

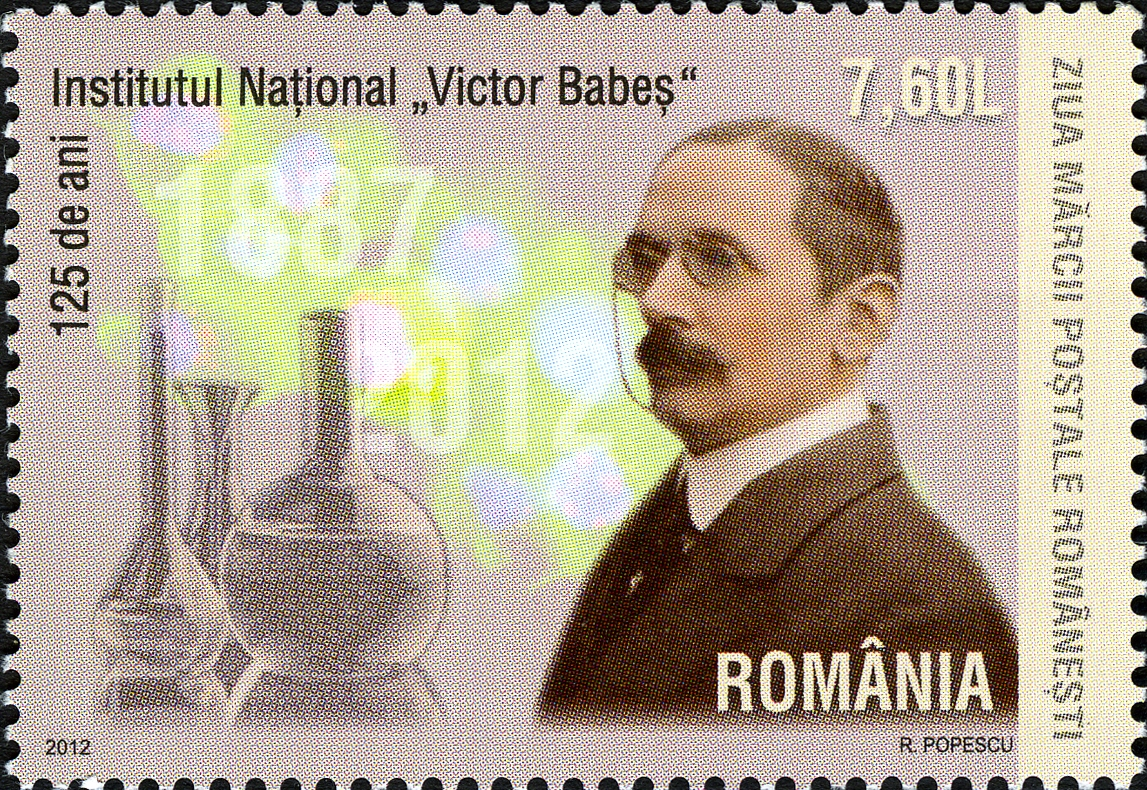
Segell emès per commemorar el 125è aniversari de la fundació de l'Institut Nacional Victor Babeș

Va començar la seva carrera científica com a ajudant al laboratori d'Anatomia Patològica de Budapest (1874–1881). El 1885 va ser nomenat professor d'histopatologia a la Facultat de Medicina de Budapest. El mateix any, va descobrir un esporozou paràsit de les paparres, anomenat Babesia en el seu honor (de la família Babesiidae), i que provoca una malaltia rara i greu anomenada babesiosi. Més tard aquest any, publica el primer tractat de bacteriologia del món, Els bacteris i el seu paper en l'anatomia patològica i la histologia de les malalties infeccioses, del qual va ser coautor amb Cornil.
Els esforços científics de Babeș van ser amplis. Va ser el primer a demostrar la presència de bacils tuberculosos a l'orina dels pacients infectats. També va descobrir inclusions cel·lulars a les cèl·lules nervioses infectades per la ràbia. De valor diagnòstic, havien de rebre el seu nom (cossos Babeș-Negri). Babeș va ser el promotor de la concepció morfopatològica sobre el procés infecciós, pautes mèdiques basades en la síntesi entre bacteriologia i anatomia patològica. A Babeș se li va atribuir l'invent del primer model racionalitzat de termòstat i alguns mètodes per a la tinció de bacteris i fongs en preparacions i cultius histològics.
El 1887, Babeș és cridat al país pel govern romanès i nomenat professor d'anatomia patològica i bacteriologia a la Facultat de Medicina de Bucarest. Va ocupar aquest càrrec fins al 1926. També l'any 1887 es va establir, per la Llei núm. 1197, l'Institut de Bacteriologia i Patologia, dirigit per Babeș i que portarà en el futur el seu nom (Institut Victor Babeș). El 1889 va ser elegit membre corresponent de l'Acadèmia Romanesa, i a partir de 1893 va esdevenir titular en aquest càrrec.
El 1900 va fundar la Societat Anatòmica a Bucarest, que s'ocupava dels estudis clínics anatòmics. El 1913, va preparar una vacuna contra el còlera per combatre l'epidèmia de còlera que va esclatar entre l'exèrcit romanès que es trobava a la campanya de la Segona Guerra dels Balcans a Bulgària. Entre 1916 i 1918 va continuar la preparació de productes biològics, quedant-se a la zona ocupada pels poders centrals. En 1919 és nomenat professor a la Universitat de Cluj, recentment fundada aquest any.
Victor Babeș va introduir la vacunació contra la ràbia a Romania, només tres anys després de la seva iniciació per Louis Pasteur. És considerat el segon rabiòleg del món després de Pasteur i el pare de la seroteràpia, precursor de la immunologia moderna. El seu treball també va tenir una forta influència en la medicina veterinària, especialment pel que fa a la profilaxi i la medicació sèrica. Va preparar el sèrum antidiftèric i va dur a terme una àmplia activitat en la recerca de la pel·lagra, la tuberculosi, la febre tifoidal i la lepra. Ha publicat més de 1.000 articles científics i 25 monografies en l'àmbit de la microbiologia i la patologia.
En reconeixement de la seva tasca innovadora en medicina, Victor Babeș va ser elegit membre de l'Acadèmia Nacional de Medicina Francesa, del Comitè Internacional per a la Lluita contra la Lepra, va rebre tres vegades el premi de l'Acadèmia Francesa de les Ciències. Així mateix, va rebre el títol de Cavaller de la Legió d'Honor.

## Concepcions filosòfiques i actitud militant
A més de la tasca científica, va estar molt preocupat pels problemes de la medicina profilàctica (abastament d'aigua de ciutats i pobles, organització científica de la lluita antiepidèmica, etc.). Com a director de l'Institut que porta el seu nom, Babeș ha abordat alguns dels problemes sanitaris i socials de l'època, com el problema de la pel·lagra, i ha formulat solucions realistes sobre l'organització mèdica del país, preveient l'organització d'un Ministeri de Salut. Estretament vinculat a la gent, Victor Babeș va lluitar per aplicar els descobriments de la ciència per millorar la vida de les persones. Va estudiar les causes de les malalties amb propagació massiva (pel·lagre, tuberculosi), cridant l'atenció sobre les seves arrels socials.
Al llarg de les activitats científiques i socials, un paper important va tenir la seva concepció materialista filosòfica, exposada especialment en obres com Consideracions sobre la proporció de les ciències naturals a la filosofia (1879) i Fe i ciència (1924). Babeș va refutar l'agnosticisme de Kant , l'innatisme de Descartes, l'apriorisme idealista i el fideisme de Schelling. Va donar suport constantment a la naturalesa objectiva del món, les lleis de la naturalesa i la causalitat.
Victor Babeș va fundar les publicacions Annals of the Institute of Pathology and Bacteriology (romanès: Analele Institutului de Patologie și Bacteriologie; 1889), Romania mèdica (romanès: România medicală; 1893) i Archives of Medical Sciences (en francès: Archives des sciences médicales; 1895).

## Mort
Victor Babeș va morir el 19 d'octubre de 1926 a Bucarest. La seva tomba es troba a l'Institut Cantacuzino de Bucarest.

## Epònims
- Cossos Babeș-Ernst: inclusions metacromàtiques al citoplasma de bacteris Gram-positius com la diftèria
- Cossos Babeș-Negri: inclusions en cèl·lules nervioses infectades per la ràbia
- Babesia : paràsits de la família Hemosporidiae
- Babeș-Bolyai: universitat principal de Cluj-Napoca

## Obres publicades seleccionades
- Über Poliomielitis anterior, 1877
- Über die selbständige combinirte Seiten- und Hinterstrangsclerose des Rückenmarks, [Virchows] Archiv für pathologische Anatomie und Physiologie und für klinische Medicin, Berlín, 1876
- Über einen im menschlichen Peritoneum gefundenen Nematoden, [Virchows] Archiv für pathologische Anatomie und Physiologie und für klinische Medicin, Berlín, volum LXXXI
- Studien über Safraninfärbung, 1881
- Bakterien des rothen Schweisses, 1881
- Eine experimentelle Studie über den Einfluss des Nervensystems auf die pathologischen Veränderungen der Haut, amb Arthur von Irsay, Vierteljahresschrift für Dermatologie
- Les bactéries et leur rôle dans l'anatomie et l'histologie pathologiques des maladies infectieuses, Escrit amb Victor André Cornil, 1 volum i Atlas, París, F. Alcan, 1885
- Über isoliert färbbare Antheile von Bakterien, Zeitschrift für Hygiene, Leipzig, 1889, 5: 173–190
- Observations sur la morve, Archives de médecine experimentale et d'anatomie pathologique, 1891, 3:619–645
- Atlas der pathologischen Histologie des Nervensystems, amb Georges Marinesco i Paul Oscar Blocq, Berlín, Hirschwald, 1892OCLC 14787495
- Untersuchungen über Koch's Kommabacillus, [Virchows] Archiv für pathologische Anatomie und Physiologie und für klinische Medicin, Berlín
- Untersuchungen über den Leprabazillus und über die Histologie der Lepra, Berlín, 1898
- Beobachtungen über Riesenzellen, Stuttgart, 1905
- Über die Notwendigkeit der Abänderung des Pasteur'schen Verfahrens der Wutbehandlung, Zeitschrift für Hygiene und Infektionskrankheiten, Leipzig, 1908, 58:401–412.